# ニコラ・スタージョン
ニコラ・ファーガソン・スタージョン（英語: Nicola Ferguson Sturgeon、1970年7月19日 - ）は、イギリス・スコットランドの弁護士、政治家。グラスゴー・サウスサイド選挙区選出のスコットランド議会議員、第5代スコットランド首相、第14代スコットランド国民党党首。

## 経歴
アーバイン生まれ。16歳のときスコットランド国民党に入党し、以来スコットランド独立を訴え続けている。グラスゴー大学を卒業、事務弁護士として法律事務所に勤務した。1999年、スコットランド議会議員に初当選した。スコットランド自治政府副首相、スコットランド国民党副党首を経て、2014年11月よりスコットランド自治政府首相、スコットランド国民党党首。『日本経済新聞』は2014年のスタージョン就任について「スコットランド国民党の党勢を盛り返し、独立派に勢いを与えた。それまでの同党は内紛が多く、英国からの分離を目指す血気盛んな男性の党というイメージが強かった。それを中道左派色の濃い『市民や若者に寄り添う党』に変え、支持者を増やした」と指摘している。
2019年7月にイギリス首相に就任したボリス・ジョンソンが推し進めるブレグジット計画については、スコットランドの経済に有害との立場を取っており、スコットランド独立の是非を問う2回目の住民投票実施に向けた準備をすると警告。その後、2022年6月28日には、住民投票を2023年10月19日に実施すると表明した。しかし中央政府はこれを認めず、同年11月23日にはイギリス最高裁も住民投票にはイギリス議会の承認を要し、スコットランド自治政府には単独で住民投票の実施を決定する権限はないとの判断を下した。2023年2月15日に国民党党首と自治政府首相からの辞任を表明。3月27日にハムザ・ユーサフが後継の国民党党首、翌28日に後継の自治政府首相に選出されたことに伴いスタージョン政権は終焉を迎えた。
スコットランド警察が2021年に開始した国民党の不適切な資金流用を捜査する、いわゆるブランチフォーム作戦はスタージョンにも捜査の手が及び、2023年4月5日にスタージョンの自宅と国民党本部を家宅捜索し、同月には夫で元国民党CEOのピーター・マレルを逮捕し取り調べた。結局は起訴に至らず釈放されたものの、6月11日にはスタージョンが逮捕され、約7時間の事情聴取の後に釈放されたが、引き続き捜査は継続されている。

## ギャラリー
- イギリスのテリーザ・メイ首相と（2017年11月16日）
- 左からバングラデシュのシェイク・ハシナ首相、エストニアのカヤ・カッラス首相、タンザニアのサミア・スルフ・ハッサン大統領、スタージョン（2021年11月2日）
- 米国のウェンディ・ルース・シャーマン国務副長官と（2022年5月16日）
- ウクライナの国会議員、キラ・ルディックと（2022年6月1日）